# Корси, Козимо Барнаба
Козимо Барнаба Корси (итал. Cosimo Barnaba Corsi; 10 июня 1798, Флоренция, Великое герцогство Тосканское — 7 октября 1870, Аньяно, королевство Италия) — итальянский куриальный кардинал, доктор обоих прав. Декан аудиторов Трибунала Священной Римской Роты с 6 апреля 1835 по 24 января 1842. Епископ Йези с 20 января 1845 по 19 декабря 1853. Архиепископ Пизы с 19 декабря 1853 по 7 октября 1870. Кардинал-священник с 24 января 1842, с титулом церкви Санти-Джованни-э-Паоло с 27 января 1842.